# Sperrsignal

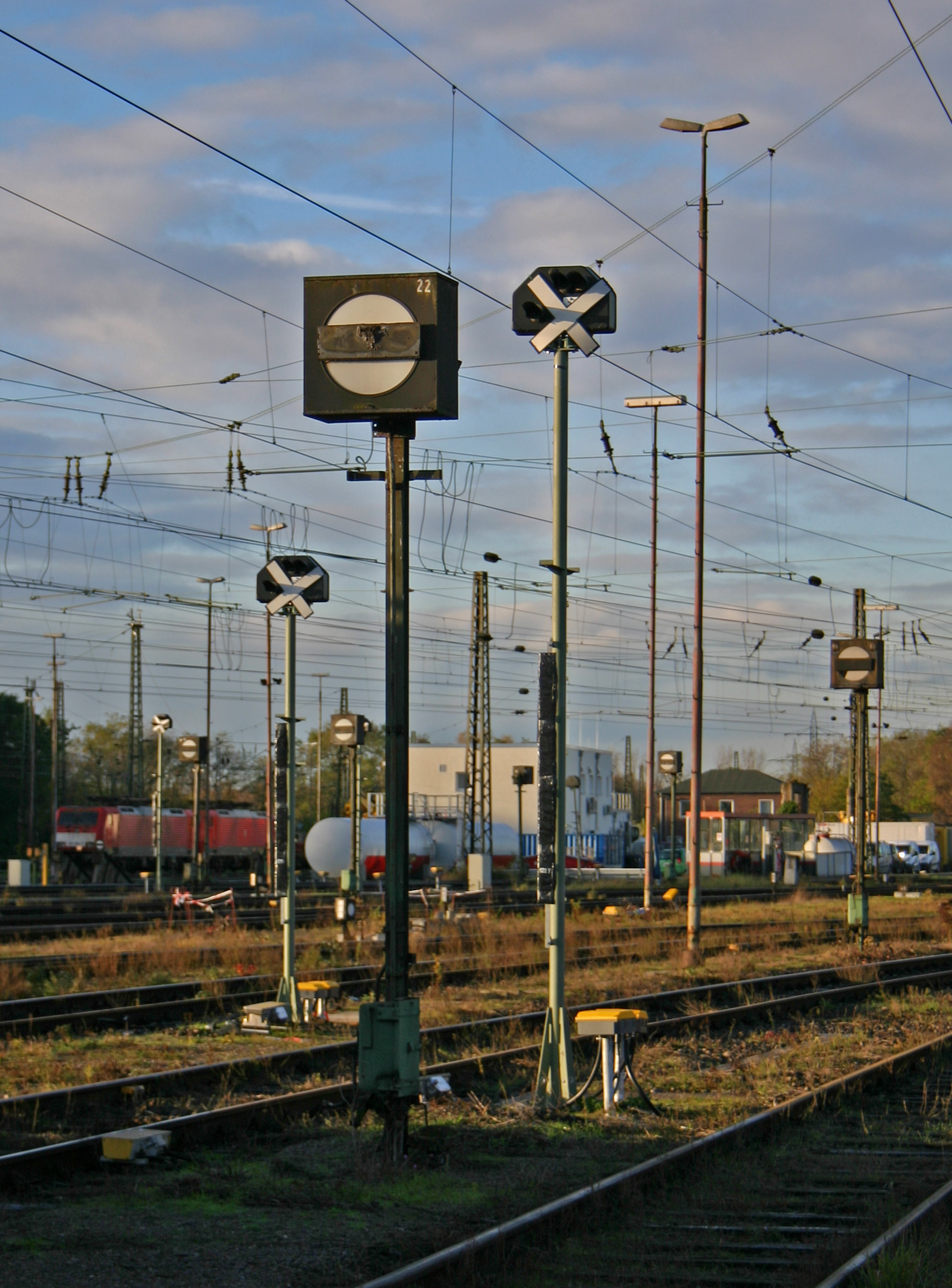
Sperrsignal als Formsignal in Oberhausen West, dahinter neue Lichtsperrsignale (2014)

Sperrsignal ist eine allgemeine Bezeichnung für ein Haltesignal bei Eisenbahnen.

## Deutschland

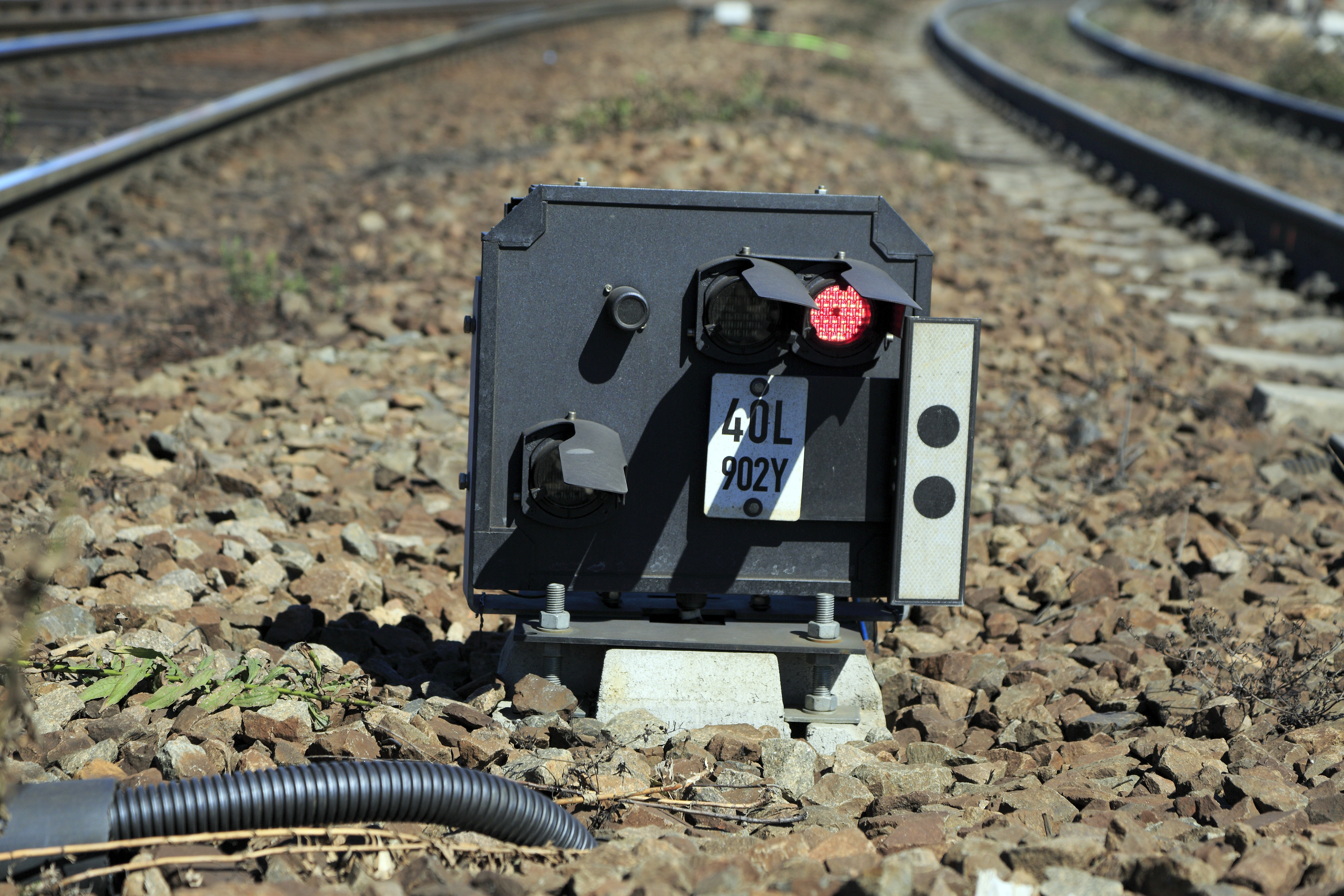
Sperrsignal Bauart Thales im Bereich der DV 301 mit nur einem roten Lichtpunkt

Ein Sperrsignal zeigt an, ob ein nachfolgender Gleisabschnitt befahren werden darf. Es gilt für Zug- und Rangierfahrten. 
Sperrsignale gibt es als Formsignal (Hs) und als Lichtsignal (Ls). Formsperrsignale zeigen die Signalbilder Sh 0 und Sh 1, Lichtsperrsignale Hp 0 (im Bereich der ehemaligen Deutschen Bundesbahn früher Sh 0) und Sh 1 bzw. Ra 12 (im Bereich der ehemaligen Deutschen Reichsbahn). Bei manchen Lichtsperrsignalen ist außerdem eine Signalisierung von Kennlicht zur Vereinfachung des Rangierbetriebs möglich. 
Da das Signal Ra 12 nur für Rangierfahrten gilt, sind die Lichtsperrsignale im Bereich der ehemaligen deutschen Reichsbahn mit einem Mastschild mit zwei schwarzen Punkten ausgerüstet, wenn sie für Zugfahrten nicht nur als Zielsignal dienen. Sonst erhalten Lichtsperrsignale ein weiß-rot-weißes Mastschild. Sperrsignale mit weiß-rot-weißem Mastsschild müssen im Bereich der Deutschen Reichsbahn für Zugfahrten mit Kennlicht betrieblich abgeschaltet werden.
Sperrsignale können, je nach Verwendungszweck und verfügbarem Platz, niedrigstehend auf Gleisniveau – dann als Zwergsignal (umgangssprachlich manchmal auch Schotterzwerg genannt) bezeichnet – oder hochstehend aufgestellt sein. Insbesondere bei Platzmangel, z. B. bei engem Abstand der Gleise, zwischen denen ein Signal aufgestellt werden soll, werden Zwergsignale aufgestellt. 
Einem Sperrsignal äußerlich ähnlich sieht ein Zugdeckungssignal. Zugdeckungssignale sind immer hochstehend.
Dient das Sperrsignal als Zielsignal für Zugfahrten, muss es hochstehend ausgeführt sein. Das führt teilweise zu Signalauslegern für das Sperrsignal. 

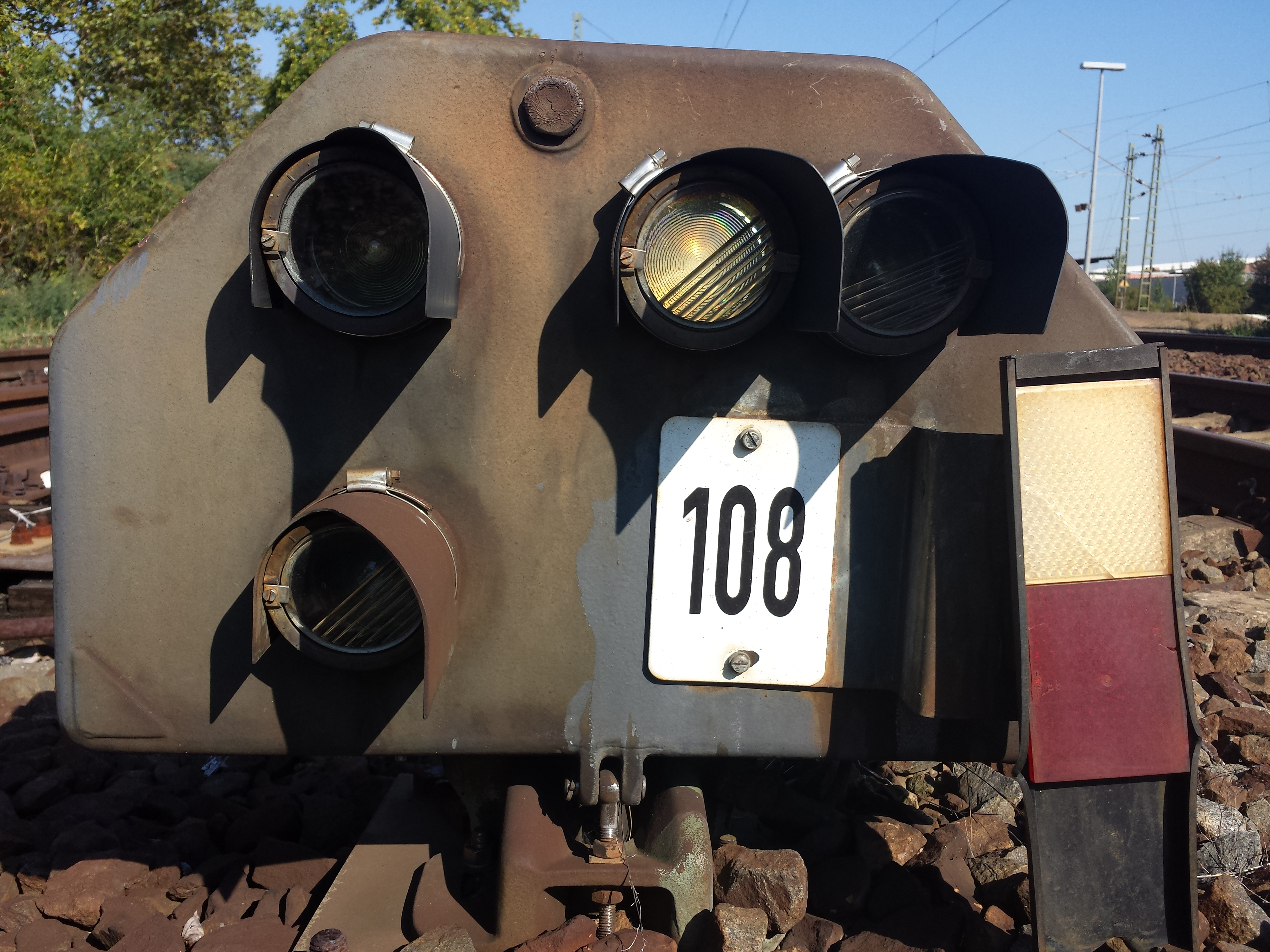
Lichtsperrsignal als Zwergsignal in Lampertheim

In der Anfangszeit der elektronischen Stellwerke im Bereich der ehemaligen Deutschen Reichsbahn durften Zugfahrten nur an Hauptsignalen enden. Ging von einem solchen Hauptsignal keine Zugfahrstraße weiter, so konnte dieses Hauptsignal nur Hp 0 und Ra 12 zeigen. Mittlerweile kann in einem solchen Fall ein hochstehendes Sperrsignal eingesetzt werden, da es den absoluten Haltbegriff Hp 0 zeigt.
Im Netz der ehemaligen Deutschen Reichsbahn gibt es Zwergsignale der Bauart WSSB als Rangiersignal. Das Oberteil des Signals besteht aus einem von innen beleuchtbaren Wartesignal Ra 11a, das Unterteil enthält zwei weiße Nebensignallaternen für das Rangierfahrtsignal Ra 12. Der Vorteil gegenüber den Lichtsperrsignalen besteht darin, dass ein Ra 11a tagsüber keine Energie benötigt und dass es für Zugfahrten keine Bedeutung hat, also in diesem Fall nicht in Fahrtstellung gebracht werden muss. Beim Hauptsignal enthält der Oberteil die Rotlaterne (vollwertige Hauptsignallaterne) für den Haltbegriff, im Unterteil sind bis zu vier Nebensignallaternen einbaubar, die neben dem Rangierfahr- und Ersatzsignal auch reguläre Fahrtbegriffe des Hl-Systems zeigen können. Zwerghauptsignale sind an durchgehenden Hauptgleisen und an solchen, wo Durchfahrten mit mehr als 40 km/h stattfinden können, nicht zulässig. Der Relaiskasten für die Steuerrelais der punktförmigen Zugbeeinflussung muss hinter einem niedrigstehenden WSSB-Hauptsignal an einem besonderen Betonpfahl befestigt werden.

## Österreich
Bei den Eisenbahnen in Österreich sind nach § 42 Eisenbahnbau- und -betriebsverordnung mit Sperrsignalen auszustatten:
- Stumpfgleisabschlüsse,
- Sperrschuhe,
- Gleisbrückenwaagen mit absenkbarer Waagbrücke,
- Gleistore und
- Drehscheiben und Schiebebühnen jeweils mit mechanischer Betätigung der Verriegelung.

| Bezeichnung          | Signalbild                                                | Formsignal |
| -------------------- | --------------------------------------------------------- | ---------- |
| Weiterfahrt verboten | Ein weißer rückstrahlender Kreisring auf schwarzem Grund. |            |
| Weiterfahrt erlaubt  | Ein weißes rückstrahlendes Rechteck auf schwarzem Grund.  |            |

## Schweiz

Sperrsignal in der Schweiz

In der Schweiz ist es ein geltender Signalbegriff, der sowohl für Zugfahrten als auch für Rangierfahrten Anwendung findet. Dieses ist im Kapitel Signale der schweizerischen Fahrdienstvorschriften geregelt und besteht aus einer waagerechten Reihe von fünf weißen Lichtern. Sowohl Zugfahrten als auch Rangierfahrten haben vor diesem Signal anzuhalten.
Wenn das Sperrsignal nicht dunkelgeschaltet werden kann, muss der Fahrdienstleiter der betreffenden Rangierfahrt oder Zugfahrt die Zustimmung zur Vorbeifahrt am Sperrsignal quittungspflichtig übermitteln.